# اس‌اس ایندیا (۱۸۹۶)
اس‌اس ایندیا (۱۸۹۶) (به انگلیسی: SS India (1896)) یک زیردریایی بود که طول آن ۴۹۹ فوت ۱۱ اینچ (۱۵۲٫۳۷ متر) بود. این زیردریایی در سال ۱۸۹۶ ساخته شد.